# Главче, Егор Степанович
Егор Степанович Главче (9 [21] января 1871 — 17 июля 1919) — русский медик, дерматовенеролог. Доктор медицины (с 1902).

## Биография
Родился в Кишинёве 9 (21) января 1871 года.
Окончил Медицинский факультет Московского университета в 1895 году. По окончании университета работал ординатором клиники кожных и венерических болезней.
Осенью 1900 года переехал в Одессу и до 1917 года работал амбулаторным врачом, ординатором, заведующим кожно-венерологическим отделением Одесской городской больницы, был заведующим амбулатории.
В 1902 году получил докторскую степень (тема диссертации «Лимфатические железы и сифилис»). В 1903 году работал в дерматологической клинике Йозефа Ядассона в Берне. 
В 1917 году организовал в Одессе первую в России бесплатную кожно-венерологическую поликлинику. В 1922 году она преобразована в Государственный дерматовенерологический институт имени Е. С. Главче.
Умер 17 августа 1919 года в Одессе от туберкулёза.

## Научная и просветительская деятельность
Главче был одним из первых венерологов — организаторов борьбы с венерическими болезнями. В 1912 году первым ввёл в практику превентивное лечение для контактировавших с больными сифилисом. Для ранней диагностики предлагал обследовать всех детей и кормящих женщин, сопоставляя клинические данные с реакцией Вассермана.
Наибольшее значение имеют труды Главче по лечению сифилиса сальварсаном и по борьбе с венерическими болезнями в условиях военного времени.

## Избранные публикации
- К вопросу о фиброматозе. Русский журнал кожных и венерических болезней, № 10, с. 355, 1902;
- О взаимной связи одонтологии и сифилидологии. Зубоврачебный вестник, № 2, с. 1, 1903;
- Венерические болезни и войны. Практикующий врач, № 41, с. 824, № 42—43, с. 852, 1905;
- Краткая схема учения о сифилисе, в кн.: Фингер Э. Сифилис полости рта, Одесса, 1905;
- Что такое вшивость? Как бороться с ней и как предохранять себя от неё в походах и в действующих армиях, Одесса, 1915.